# Деланд-Саутвест (Флорида)
Деланд-Саутвест (англ. DeLand Southwest) — переписна місцевість (CDP) в США, в окрузі Волусія штату Флорида. Населення — 1056 осіб (2020).

## Географія
Деланд-Саутвест розташований за координатами 29°0′28″ пн. ш. 81°18′41″ зх. д. / 29.00778° пн. ш. 81.31139° зх. д. (29.007672, -81.311473).  За даними Бюро перепису населення США в 2010 році переписна місцевість мала площу 1,61 км², уся площа — суходіл.

## Демографія
Згідно з переписом 2010 року, у переписній місцевості мешкали 1052 особи в 367 домогосподарствах у складі 252 родин. Густота населення становила 655 осіб/км².  Було 474 помешкання (295/км²).
Расовий склад населення:
| - 69,6 % — чорних або афроамериканців - 20,2 % — білих - 1,0 % — корінних американців - 0,3 % — азіатів - 5,8 % — осіб інших рас |

До двох чи більше рас належало 3,1 %. Частка іспаномовних становила 14,2 % від усіх жителів.
За віковим діапазоном населення розподілялося таким чином: 28,0 % — особи молодші 18 років, 59,8 % — особи у віці 18—64 років, 12,2 % — особи у віці 65 років та старші. Медіана віку мешканця становила 33,3 року. На 100 осіб жіночої статі у переписній місцевості припадало 93,0 чоловіків;  на 100 жінок у віці від 18 років та старших — 92,6 чоловіків також старших 18 років.
Середній дохід на одне домашнє господарство  становив 24 155 доларів США (медіана — 20 074), а середній дохід на одну сім'ю — 27 049 доларів (медіана — 19 489). За межею бідності перебувало 42,9 % осіб, у тому числі 57,3 % дітей у віці до 18 років та 77,4 % осіб у віці 65 років та старших.
Цивільне працевлаштоване населення становило 271 особа. Основні галузі зайнятості: освіта, охорона здоров'я та соціальна допомога — 49,1 %, будівництво — 18,8 %, мистецтво, розваги та відпочинок — 11,8 %, виробництво — 6,6 %.